# Dit is de ruimte waarin ik wil klinken
Dit is de ruimte waarin ik wil klinken is een bundel van drie gedichten van Hendrik Marsman uit 1982.

## Geschiedenis
Op 5 november 1982 nam prof. dr. Gerrit Willem Ovink (1912-1984) afscheid van de Universiteit van Amsterdam als hoogleraar boekgeschiedenis. Ter gelegenheid daarvan drukte Cees van Dijk (1925-2019) een cadeau voor hem: Dit is de ruimte waarin ik wil klinken van Marsman (1899-1940). Het bevat drie gedichten, waaronder het bekende 'Herinnering aan Holland' uit 1936. De andere twee gedichten zijn 'Holland' en 'Delft'.

## Uitgave
De bundel werd gedrukt in een oplage van twaalf exemplaren. Van Dijk noemt het in het colofon een "typografische vingeroefening". De twaalf exemplaren zijn gevat in een blind omslag dat voorzien is van een los zwart omslag waar op het vooromslag een etiket met auteursnaam en titel is geplakt. De exemplaarnummering is met de hand aangebracht.

### Bekende exemplaren
- 1: Exemplaar voor Ovink: aangeboden door een antiquariaat in 2019
- 4: Exemplaar aangeboden door een antiquariaat in 2018
- 7: Exemplaar in bezit van de Haagse Koninklijke Bibliotheek
- 12: Exemplaar in bezit van de Haagse Koninklijke Bibliotheek
- ?: Exemplaar in bezit van de Universiteitsbibliotheek van Amsterdam